# Cryptocatantops
Cryptocatantops is een geslacht van rechtvleugeligen uit de familie veldsprinkhanen (Acrididae). De wetenschappelijke naam van dit geslacht is voor het eerst geldig gepubliceerd in 1984 door Jago.

## Soorten
Het geslacht Cryptocatantops omvat de volgende soorten:
- Cryptocatantops allessandricus Sjöstedt, 1931
- Cryptocatantops crassifemoralis Johnsen, 1991
- Cryptocatantops debilis Krauss, 1901
- Cryptocatantops haemorrhoidalis Krauss, 1877
- Cryptocatantops simlae Dirsh, 1956
- Cryptocatantops uvarovi Dirsh, 1956